# Vizio di forma (film)
Vizio di forma (Inherent Vice) è un film del 2014 diretto da Paul Thomas Anderson, basato sull'omonimo romanzo del 2009 scritto da Thomas Pynchon.

## Trama
Los Angeles, 1970. Shasta Fay Hepworth visita la casa al mare del suo ex fidanzato, Larry "Doc" Sportello, un investigatore privato e hippie a Gordita Beach, nella contea di Los Angeles. Gli parla del suo nuovo amante, Michael Z. "Mickey" Wolfmann, un ricco imprenditore immobiliare, e gli chiede di aiutarla ad impedire alla moglie di Mickey di rapire il marito e di rinchiuderlo in manicomio.
Doc incontra nel suo studio Tariq Khalil, membro della famiglia Black Guerrilla, che lo assume per trovare Glen Charlock, a sua volta membro della confraternita ariana conosciuto in prigione che gli deve dei soldi ed  una delle guardie del corpo di Wolfmann. Decide così di visitare il progetto Mickey's Channel View Estates, entrando nell'unica attività del centro commerciale già aperta al pubblico, un salone di massaggi, dove incontra una dipendente, Jade. Alla ricerca di Charlock tra le varie stanze, viene colpito improvvisamente da una mazza da baseball e crolla a terra. Doc si sveglia fuori dal salone, sdraiato accanto al cadavere di Charlock e circondato da poliziotti. Interrogato dal detective della polizia di Los Angeles Christian F. "Bigfoot" Bjornsen, apprende che Wolfmann è scomparso e lui è sulla lista dei sospettati. Il suo avvocato, Sauncho Smilax, ottiene il suo rilascio da parte della polizia di Los Angeles per mancanza di prove.
Doc viene assunto dall'ex eroinomane Hope Harlingen, che sta cercando il marito scomparso, Coy: anche se le è stato detto che Coy è morto, ella crede fermamente che sia vivo per via di un grande accredito sul suo conto in banca a cui non riesce a dare spiegazione. Riceve poi un biglietto in cui Jade dice di scusarsi per averlo incastrato con la polizia e gli dice anche di fare attenzione alla “Zanna d'Oro", un'operazione internazionale di contrabbando di droga; in seguito, Jade presenta Doc a Coy, che afferma di nascondersi in una casa nel Topanga Canyon. In un incontro successivo, Coy spiega di essere un informatore della polizia e di temere per la sua vita, volendo solo tornare da sua moglie e sua figlia. Doc parla con Sauncho, che gli parla della barca sospetta, la Zanna d'Oro, dove Shasta era stata vista l'ultima volta. Grazie a una sua cartolina, Doc trova un grande edificio a forma di zanna d'oro e incontra il dentista Rudy Blatnoyd.
Bigfoot chiama Doc e gli dice che Blatnoyd è appena stato trovato morto con morsi di zanna al collo e così decide di aiutare Doc nella ricerca di Coy. Gli dice inoltre di cercare Puck Beaverton a Chryskylodon, un manicomio gestito da una setta collegata alla Zanna d'Oro. Lì Doc trova Mickey, che è sorvegliato dall'FBI: Mickey gli dice che si sentiva in colpa per la negatività causata dalla sua attività immobiliare e ha intenzione di dare via i suoi soldi, sembrando essere un membro felice del culto; tra gli altri, Doc intravede anche Puck e Coy. Quando Doc torna nella sua casa al mare, viene accolto da Shasta, che è tornata ed è indifferente ai problemi che la sua scomparsa ha causato. Lei gli dice che Mickey è tornato con sua moglie; Shasta confessa di essere stata sulla Zanna d'Oro con Mickey in un "tour di tre ore" e che è andata con lui per essere usata sessualmente da tutti i suoi amici, vantandosene per provocare Doc. Consumano così un veloce rapporto sessuale ma lei gli dice che non sono tornati insieme.
Penny, assistente procuratore distrettuale con cui Doc sta avendo una relazione, gli mostra file riservati da cui apprende che la polizia di Los Angeles paga lo strozzino Adrian Prussia per fare da sicario e che una delle sue vittime era l'ex partner di Bigfoot. Prussia è legato alla Zanna d'Oro, e Doc apprende che Charlock è stato coinvolto in un accordo, motivo per cui è stato ucciso. Doc visita Adrian, notando la sua ossessione per le mazze da baseball, ma viene rapito e drogato dal suo partner, Puck: non senza difficoltà riesce a fuggire, tramortendo Puck ed uccidendo Adrian. Bigfoot appare e lo salva, portandolo a casa, ma Doc scopre che è stato incastrato: Bigfoot ha infatti riempito il bagagliaio della sua auto con dell’eroina rubata alla Zanna d'oro. Doc deve liberarsi del pericoloso carico e così negozia la restituzione della droga al proprietario in cambio della libertà di Coy. Lo scambio ha successo e così Coy torna a riabbracciare la sua famiglia, Doc e Shasta se ne vanno via insieme, ma lui le dice che questo non significa che siano tornati insieme.

## Produzione
La produzione dell'adattamento cinematografico fu annunciata per la prima volta nel 2010, quando Paul Thomas Anderson iniziò a scrivere una sceneggiatura adattando "frase per frase" le 384 pagine del romanzo di Pynchon. Una prima bozza fu completata già all'inizio del 2011, la quale non prevedeva la presenza di un narratore, poi aggiunto nelle revisioni successive con il personaggio di Sortilège. Anderson cambiò anche il finale, che si discosta da quello del libro.
Inherent Vice è il settimo film di Paul Thomas Anderson e il primo adattamento di un libro di Pynchon. Anderson, il quale ha avuto occasione di paragonare il film ad un'opera del duo comico Cheech & Chong, spiegò di aver anche considerato in passato l'adattamento di un altro romanzo di Pynchon, Vineland, e di aver tratto ispirazione per lo stile registico dai film Un bacio e una pistola, Il grande sonno e Il lungo addio, e, per le scene umoristiche, dalle opere del trio Zucker-Abrahams-Zucker.
Il film presenta alcune differenze rispetto al romanzo di Thomas Pynchon. Tra queste, il personaggio di Sortilège acquisisce un valore diverso; Anderson infatti, a differenza del libro, gli associa la voce narrante.
Le riprese si sono svolte a Los Angeles principalmente tra i mesi di maggio e agosto del 2013.

## Distribuzione
Il film è stato presentato il 4 ottobre 2014 al New York Film Festival e distribuito nelle sale statunitensi dal 12 dicembre 2014. Nel Regno Unito è uscito il 30 gennaio 2015, mentre in Italia, inizialmente programmato per il 19 febbraio 2015, è stato distribuito dal 26 febbraio, in Francia dal 4 marzo e in Spagna dal 13 marzo.
Negli Stati Uniti è stato vietato ai minori di 17 anni non accompagnati. In Italia, invece, è stato vietato ai minori di 14 anni.

## Riconoscimenti
- 2015 - Premi Oscar
  - Candidatura per la migliore sceneggiatura non originale a Paul Thomas Anderson
  - Candidatura per i migliori costumi a Mark Bridges
- 2015 - Golden Globe
  - Candidatura per il miglior attore in un film commedia o musicale a Joaquin Phoenix
- 2014 - National Board Of Review Award
  - Miglior sceneggiatura non originale a Paul Thomas Anderson
  - Migliori dieci film
- 2015 - Critics' Choice Movie Award
  - Candidatura per la miglior sceneggiatura non originale a Paul Thomas Anderson
  - Candidatura per il miglior attore non protagonista a Josh Brolin
  - Candidatura per la miglior scenografia a David Crank e Amy Wells
  - Candidatura per i migliori costumi a Mark Bridges
- 2015 - Independent Spirit Award
  - Robert Altman Award
- 2015 - Saturn Awards[9]
  - Candidatura per il miglior film d'azione/avventura
  - Candidatura per il miglior attore non protagonista a Josh Brolin